# Oteruelo del Valle
Oteruelo del Valle es una localidad española perteneciente al municipio madrileño de Rascafría. Situada en el valle del Lozoya, en la zona noroeste de la provincia, las poblaciones más cercanas son Alameda del Valle, a 1,4 km, Rascafría (2,3 km) y Pinilla del Valle (2,8 km). Fue un municipio independiente hasta 1975, contaba en 2021 con 138 habitantes.

## Historia
Es una población de origen medieval que pertenece desde su fundación a la Comunidad de Ciudad y Tierra de Segovia en el Sexmo de Lozoya. Perteneció a la provincia de Segovia hasta la reestructuración provincial realizada en 1834 cuando pasó a formar parte de la Comunidad de Madrid. Fue un municipio independiente con ayuntamiento propio hasta su integración en Rascafría en 1975 cuando tenía 155 habitantes que en 2021 eran 138.

## Clima
Rodeado por los Montes Carpetanos, al este por la sierra de la Morcuera y al sur por la denominada Cuerda Larga. Esta siruación le confiere unas características climáticas muy especiales. Gracias al efecto barrera que provoca la sierra del Guadarrama, con elevaciones cercanas a los 2000 m s. n. m., este enclave goza de unos parámetros climáticos a escala local claramente diferentes a los de las zonas contiguas de la meseta castellana. De este modo la precipitación es mucho más abundante y las temperaturas son menos cálidas. Debido a este clima especial en este maravilloso paraje podemos encontrar tanto especies vegetales típicas del centro peninsular, como especies más propias de la zona norte de Madrid.

## Demografía
| Gráfica de evolución demográfica de Oteruelo del Valle entre 1842 y 1970 |
| |
| Población de derecho según los censos de población del INE Población de hecho según los censos de población del INEEn este censo se denominaba Oteruelo: 1842 Entre el censo de 1981 y el anterior, este municipio desaparece porque se integra en el municipio 28120 (Rascafría) |

## Comunicaciones

### Por carretera
El pueblo se encuentra en la carretera M-604, a la cual se puede acceder desde:
- Salida 69 de la   A-1  (Autovía del Norte).
- Carretera M-611 desde Miraflores de la Sierra. Desemboca en la M-604 a 2 km de Oteruelo del Valle, en el casco urbano de Rascafría.
- Carretera M-601/CL-601 en lo alto del Puerto de Navacerrada.

### Por autobús
- 194 comunica Oteruelo del Valle con Madrid y algunos municipios de la A-1.
- 194A comunica Oteruelo del Valle con Buitrago del Lozoya.

Ambas líneas comunican esta localidad con Rascafría y otros municipios atravesados por la carretera M-604.

## Lugares de interés
En esta localidad destaca sobre todo la espadaña de su iglesia. Nuevas y viejas construcciones salpican el casco urbano. Esta localidad ofrece bellos paseos por sus viejos caminos que no hay que perderse. A la entrada del pueblo no hay que descuidar el viejo carro que se sitúa sobre el edificio de Medio Ambiente de la Comunidad de Madrid. 